# Autobahn 28 (Belgien)
Die belgische Autobahn 28, französisch Autoroute 28, niederländisch Autosnelweg 28 genannt, ist zurzeit nur eine Umfahrung von Aubange. Sie beginnt an der Nationalstraße 81 und verläuft von dort aus zur französischen Grenze, wo sie in die französische Nationalstraße 52 übergeht (vorbei an Longwy zur frz. Autobahn 30). Der bestehende Teil der A28 wurde 1976 dem Verkehr übergeben und ist Teil der Europastraße 411.

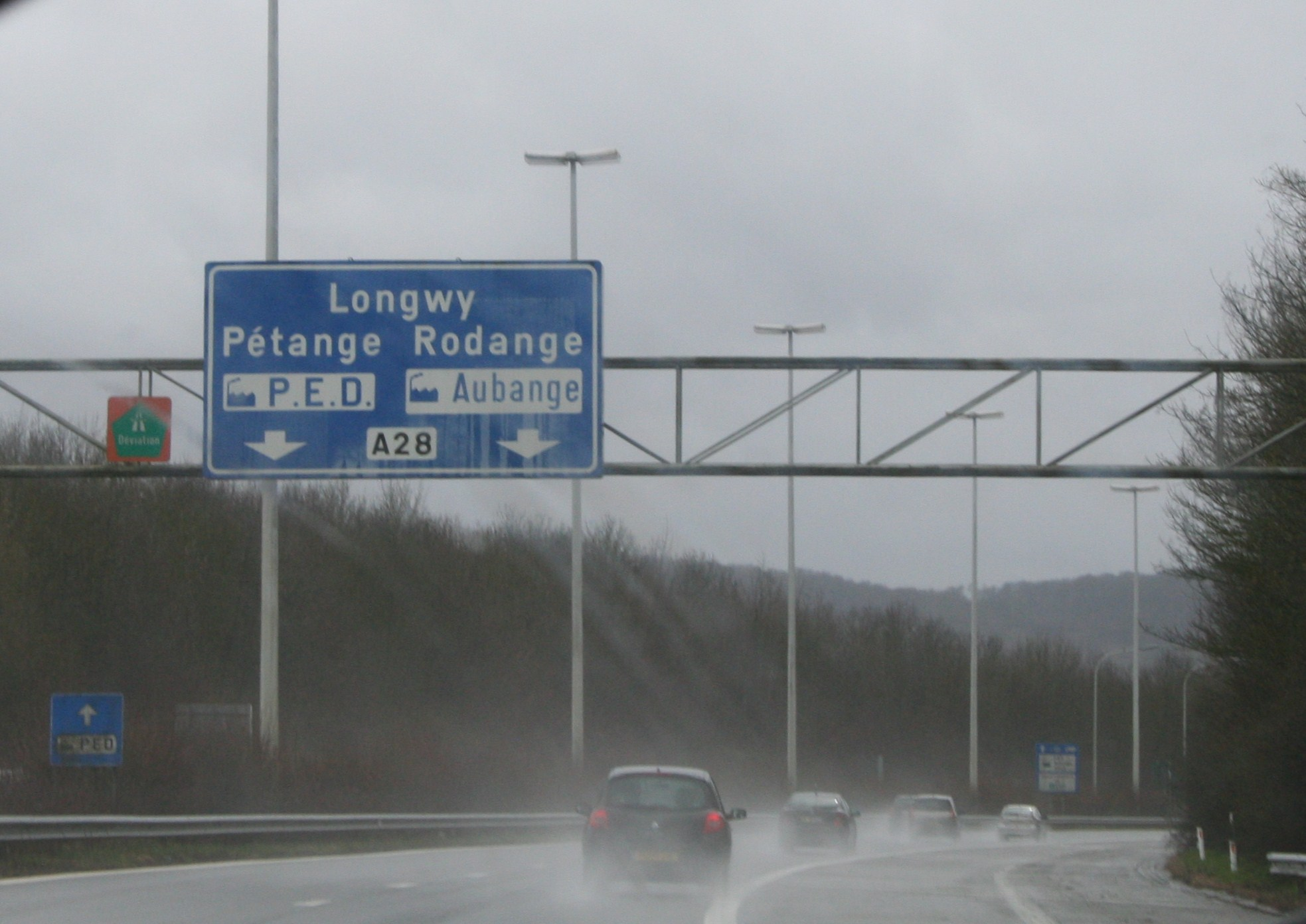

Die Straße erstreckt sich über eine Länge von 3 Kilometern und hat keine direkte Verbindung zum restlichen belgischen Autobahnnetz.
Es ist beabsichtigt, dass ein weiterer Teil der A28, einige Kilometer östlich der N81, entstehen soll. Dieser Abschnitt soll dann an der A4 in Höhe Hondelange beginnen. Bei Selange soll diese Trasse mit einer Verlängerung der luxemburgischen A13 verbunden werden. Die neue Straße soll unter anderem als Entlastung für den Verkehr in Luxemburg (Stadt) sorgen. Die grundlegenden Erdarbeiten für die Trasse im Bereich Hondelange wurden bereits vor einigen Jahren fertiggestellt.